# Gillué
Gillué (arag. Chillúe) – miejscowość w Hiszpanii, w Aragonii, w prowincji Huesca, w comarce Alto Gállego, w gminie Sabiñánigo.
Według danych INE z 1999 roku miejscowość zamieszkiwały 3 osoby. Wysokość bezwzględna miejscowości jest równa 991 metrów.